# Скубикис, Эмиль
Эмиль Эдуард Скубикис (латыш. Emīls Skubiķis, 1875—1943) — латышский инженер и политик. Депутат Народного Совета и депутат Учредительного собрания от партии Трудовиков.

## Биография
Родился 3 февраля 1875 года в Дзервской волости. Закончил Либавскую Николаевскую гимназию, начал участвовать в политической жизни через движение «Новое течение».
После его распада отправился в эмиграцию, где вместе с Эрнестом Ролавом и Микелисом Вальтером основал Союз латышских социал-демократов Западной Европы. Учился в Цюрихском университете, который окончил с квалификацией геолога. Женился на враче Кларе Хибшман.
После возвращения на родину в 1918 году стал заместителем секретаря Народного Совета от Латвийской революционной социалистической партии. Вёл переговоры с генеральным уполномоченным правительства Германии Августом Виннигом о формировании органов власти и провозглашении Латвийской республики.
18 ноября 1918 года участвовал в акте провозглашения Латвийского государства. Депутат Учредительного собрания.
Умер 11 октября 1943 года в Риге.

## В воспоминаниях Виннига
"Скубик, как он сам заявил, был латышским националистом. Правда, он при этом был приверженцем международного социализма, а потому последовательно считал неприемлемыми проявления любого национализма — за исключением латышского, у которого, по его мнению, были некие особые права, что он объяснял с трогательным патриотическим угаром. Ход событий способствовал сближению наших взглядов. Я желал ориентации государств Прибалтики на Германию, того же хотел и Скубик, да и вообще все латышские меньшевики.
У меня было желание отложить провозглашение независимости Латвии ещё ненадолго, чтобы мы могли остаться здесь на некоторое время, а мой политический курс тем временем смог бы произвести желаемый умиротворяющий эффект. Так как примирения немцев и латышей желал и Скубик, он, как и все социалисты, совершенно не настаивал на поспешных декларациях независимости. Однако они не могли упускать из виду и конкуренцию со стороны других партий".